# Клео (футболист)
Клеверсон Габриел Кордова, по-известен като Клео е бразилски и сръбски футболст.

## Кариера
Първите си професионални изяви Клео прави в третодивизионния португалски Оливас е Москавиде. През 2005 г. е привлечен във Атлетико Паранаенсе, но записва само 5 мача и е даден под наем на Фигурензе. През 2006 г. се завръща в Оливас е Модкавиде, които са вече във втора дивизия. През 2008 г. е взет под наем за 1 сезон от Цървена Звезда. Вкарва 8 гола в 20 мача и оставя добри впечатляния с изявите си. Година по-късно е закупен от другия сръбски гранд Партизан (Белград). Още в дебюта си Клео вкарва хеттрик, а впоследствие става един от любимците на феновете на „черно-белите“. През сезон 2009/10 става шампион на страната и е избран за футболист на годината в клуба. През сезон 2010/11 Клео е автор на единствените голове на Партизан в групите на Шампионската лига в мачовете с Арсенал.
В началото на 2011 подписва договор за 4 години с китайския Гуанджоу. За 2011 г. вкарва 10 гола в 10 мача. Печели два пъти титлата на страната, и по веднъж купата и суперкупата. През 2013 г. играе под наем в Кашива Рейсол, където печели Купата на лигата на Япония.
През май 2014 г. се завръща в Атлетико Паранаензе.